# Ovidio G. Assonitis
Ovidio Gabriel Assonitis, né le 18 janvier 1943 à Alexandrie en Égypte, est un homme d'affaires, scénariste,  réalisateur et producteur indépendant de nationalité gréco-italienne,.

## Biographie
Assonitis lance un réseau de distribution de films au milieu des années 1960. En 10 ans, il distribue ainsi environ 900 films dans des bureaux situés en Thaïlande, Hong Kong, Singapour, Philippines et Indonésie.
Entre les années 1970 et 2000, Assonitis finance et produit 53 films, dont plusieurs en association avec American International Pictures (États-Unis), Nippon Herald Films Inc et Toho-Towa (Japon), avec une distribution internationale assurée par Columbia Pictures, 20th Century Fox, Warner Bros. et United Artists. L'un de ses grands succès est le film d'horreur Le Démon aux tripes, distribué par Film Ventures International (en). 
En 1980, Assonitis produit Piranha 2 : Les Tueurs volants, distribué par Warner Bros. et Columbia Pictures. Le film lance la carrière de James Cameron.
En 1989, Assonitis devient le deuxième actionnaire d'importance et le dirigeant de Cannon Pictures Inc. (États-Unis). 
En 1990, il confie à Universal Pictures le remake Le Temps d'un week-end, tiré du classique européen Parfum de femme (1974), réalisé par Martin Brest et mettant en vedette Al Pacino. 
Après sa démission comme directeur général de Cannon Inc., Assonitis a produit six films, a été président de Titan Inc. (États-Unis), Titan Serendib Inc (Malaisie et Sri Lanka), Ka Film Investment (KFI, Rome) et actionnaire de Buskin film (Rome).

## Filmographie

### Réalisateur
- 1974 : Le Démon aux tripes (Chi sei?), coréalisé avec Roberto D'Ettorre Piazzoli
- 1977 : Tentacules (Tentacoli)
- 1980 : Roller Boy (Desperate Moves)
- 1981 : Piranha 2 : Les Tueurs volants, coréalisé avec James Cameron
- 1981 : Madhouse (There Was a Little Girl)
- 1992 : Out of Control (it), coréalisé avec Roberto D'Ettorre Piazzoli

### Scénariste
- 1974 : Le Démon aux tripes  d'Ovidio G. Assonitis et Roberto D'Ettorre Piazzoli
- 1976 : Laure d'Emmanuelle Arsan, Louis-Jacques Rollet-Andriane et Roberto D'Ettorre Piazzoli
- 1979 : Le Visiteur maléfique (Stridulum) de Giulio Paradisi
- 1981 : Piranha 2 : Les Tueurs volants (Piranha Part Two: The Spawning) d'Ovidio G. Assonitis et James Cameron
- 1981 : Madhouse (There Was a Little Girl) d'Ovidio G. Assonitis
- 1986 : Zone dangereuse (en) (Choke Canyon) de Charles Bail
- 2003 : Red Riding Hood (en) (Cappuccetto Rosso) de Giacomo Cimini

### Producteur
- 1969 : Le Labyrinthe du sexe (it) (Nel labirinto del sesso) d'Alfonso Brescia
- 1972 : Qui l'a vue mourir ? (Chi l'ha vista morire?) d'Aldo Lado
- 1972 : Au pays de l'exorcisme (Il paese del sesso selvaggio) d'Umberto Lenzi
- 1973 : Les Dernières Neiges de printemps (L'ultima neve di primavera) de Raimondo Del Balzo
- 1973 : L'Événement le plus important depuis que l'homme a marché sur la Lune de Jacques Demy
- 1973 : Simbad le calife de Bagdad (Simbad e il califfo di Bagdad) de Pietro Francisci
- 1973 : Les Amazones font l'amour et la guerre (Le Amazzoni - Donne d'amore e di guerra) d'Alfonso Brescia
- 1973 : Un amore così fragile così violento (it) de Leros Pittoni (de)
- 1975 : Supermen contre les Amazones (Superuomini, superdonne, superbotte) d'Alfonso Brescia
- 1976 : Laure d'Emmanuelle Arsan, Louis-Jacques Rollet-Andriane et Roberto D'Ettorre Piazzoli
- 1976 : Passion violente (Dedicato a una stella) de Luigi Cozzi
- 1978 : C'est ça l'amour (Questo sì che è amore) de Filippo Ottoni
- 1979 : Le Visiteur maléfique (Stridulum) de Giulio Paradisi
- 1986 : Le Loup du désert (Lone Runner) de Ruggero Deodato
- 1986 : Zone dangereuse (en) (Choke Canyon) de Charles Bail
- 1987 : Ator, le Guerrier de fer (Iron Warrior) d'Alfonso Brescia
- 1987 : La Malédiction céleste (en) (The Curse) de David Keith
- 1988 : La Morsure (Curse II: the Bite) de Federico Prosperi (it)
- 1989 : Sonny Boy de Robert Martin Carroll
- 1989 : Evil Train (it) (Beyond the Door III) de Jeff Kwitny
- 1990 : Terreur sur l'asphalte (en) (Midnight Ride) de Bob Bralver
- 1990 : Lambada (en) de Joel Silberg (en)
- 1992 : Out of Control (it) d'Ovidio G. Assonitis et Roberto D'Ettorre Piazzoli
- 1992 : Le Temps d'un week-end (Scent of a Woman) de Martin Brest
- 2003 : Red Riding Hood (en) (Cappuccetto Rosso) de Giacomo Cimini